# Euschistus tristigmus
Euschistus tristigmus är en insektsart som först beskrevs av Thomas Say 1832.  Euschistus tristigmus ingår i släktet Euschistus och familjen bärfisar.

## Underarter
Arten delas in i följande underarter:
- E. t. tristigmus
- E. t. luridus